# Simulador de corrida
Um simulador de corrida (também conhecido pelo termo em inglês: sim racing) é uma categoria de software ou jogo eletrônico com o objetivo de reproduzir uma corrida de automobilismo de forma completa como consumo de combustível, pneus, suspensão, física, colisões, inteligência artificial avançada, etc., além de aspectos de condução de veículos. Esse tipo de dificuldade e curva de aprendizado é o que separa os simuladores de corrida dos jogos eletrônicos de corrida que possuem jogabilidade mais casual.

## História
O que é considerado o primeiro jogo de simulador de corrida é o Indianapolis 500: The Simulation de 1989 desenvolvido pela Papyrus Design Group,  em 1992 foi lançado o Formula One Grand Prix da MicroProse que foi o primeiro a permitir corridas multiplayer. A Papyrus em 1993 lançou o IndyCar Racing, em 1994 o jogo NASCAR Racing, em 1995 com um novo motor de jogo veio o IndyCar Racing II junto com o NASCAR Racing 2 em 1996, com novo motor de jogo, no mesmo ano a MicroProse lançou o Grand Prix 2.
Em 1997 foi lançado o Gran Turismo para PlayStation, considerado o primeiro simulador de corrida para consoles, no mesmo ano, o F1 Racing Simulation da Ubisoft foi o primeiro a utilizar placa aceleradora 3D. Em 1998 veio o Grand Prix Legends da Papyrus, baseado na temporada de 1967, em 1999 a Sega lançou para arcades o Ferrari F355 Challenge.
A Image Space Incorporated lançou o Sports Car GT, a empresa também adquiriu os direitos da Fórmula 1 a partir do ano de 2000, em 2002 a MicroProse lançou o Grand Prix 4, em 2003 a Papyrus lançou seu último simulador o NASCAR Racing 2003 Season, em 2004 foi lançado o Richard Burns Rally, em 2005 o rFactor e o GTR – FIA GT Racing Game, em 2008 o iRacing, em 2009 foi lançado Assetto Corsa, utilizado pela Ferrari Virtual Academy, em 2013 foi lançado o RaceRoom, em 2015 o Project CARS.